# SCM Holdings
System Capital Management ou SCM (nom ukrainien : Систем Кепітал Менеджмент) est une holding financière et industrielle ukrainienne dont le siège se trouve à Donetsk, dans l'est du pays. Elle est contrôlée par un homme d'affaires ukrainien, Rinat Akhmetov, qui possède 100 % du capital.

## Structure
La plus grande société de SCM Group est Metinvest, spécialiste du minerai et de l'acier, l'une des plus grandes compagnies d’Ukraine privées.
SCM est impliqué aussi dans le secteur bancaire, l'assurance et dans les télécommunications (Vega Telecom group et Life:)). La partie média inclut le journal Segodnya et Ukraina Media Group.
Le groupe a des actifs dans l'immobilier avec 2 hôtels cinq étoiles Kiev et à Donetsk, ainsi que dans les transports et l'agriculture.
Le groupe a des actifs dans la production d'électricité par DTEK.
La holding est le sponsor principal du club ukrainien le FC Chakhtar Donetsk, dont le président est aussi Rinat Akhmetov.